# Bilbrook
Bilbrook is een civil parish in het bestuurlijke gebied South Staffordshire, in het Engelse graafschap Staffordshire met 5.174 inwoners.